# ميس فلبيني
ميس فلبيني (الاسم العلمي:Celtis philippensis) هو نوع من النباتات يتبع جنس الميس من الفصيلة القنبية.